# منظمة السلام لحماية البيئة والتنمية المستدامة
منظمة السلام هي منظمة غير حكومية اتخذت من السلام اسما ومبدأ لها، بدأت بلجنة مدينة السلام التي تاسست بمدينة الداخلة سنة 2013 حيث قادت حملة لحماية أقدم القلاع الاثرية باقليم وادي الذهب، ثم تطورت اللجنة لتصبح جمعية السلام لحماية البيئة والتنمية المستدامة بعدما اعترفت بها السلطات، قامت بعد ذلك الجمعية بأنشطة بيئية وثقافية ذات طابع عالمي تهدف إلى الرفع من قدرات المجتمع المدني في افريقيا حيث رفعت من مستوى الرصد البيئي في المنطقة، كما عملت على تعزيز مساهمة الثقافة في التنمية المستدامة ونشر ثقافة السلم.

## تعزيز مساهمة الثقافة في التنمية المستدامة
اكتشاف أحد أضخم سفن القرن التاسع عشر سفينة القيصر الألماني التي نافست سفينة التيتانيك 

أول منظمة تفعل برنامج لليونسكو بغرب افريقيا

أول منظمة تقوم بحماية القلاع التاريخية بجهة وادي الذهب

أول منظمة عربية يتم دعوتها لتخلد الذكرى المئوية للحرب العالمية الأولى من طرف اليونسكو

## عمليات الرصد البيئي
لتحسيس بنزع الالغام من جهة وادب الذهب

تسليط الضوء على استنزاف سفن الصيد الروسية والسفن من نوع RSW 

المطالبة بتفعيل اتفاقية ماربول 

حماية خليج واد الذهب 

عمليات رصد الجمعية محل قضايا بالمحاكم

## حوار السلام
عقدت الجمعية عدة ندوات ولقاءات تواصلية مع شرائح مختلفة من المجتمع، وذلك لإقامة حوار اجتماعي يسلط الضوء على المشاكل التي تحول دون تحقيق تنمية مستدامة، وانفتحت كذلك الجمعية على المنظمات الدولية لتعرف بالثقافة الصحراوية العربية وتستفيد من الخبرات الاجنبية

- استظافة الجمعية لطلاب جامعةDet Nødvendige Seminarium DNS

- لقاء مع تمثيلية لجامعات مغربية من أجل نشر ثقافة السلم

- ندوة لتحسيس بالتنمية المستدامة انطلاقا من الامكانيات المحلية بمدينة الداخلة

- ندوة لتعريف بالمورث التاريخ الصحراوي بمدينة بروج البلجيكية

- ندوة صحفية لتعريف باكتشاف الجمعية بالعاصمة الرباط 